# Armeni clàssic

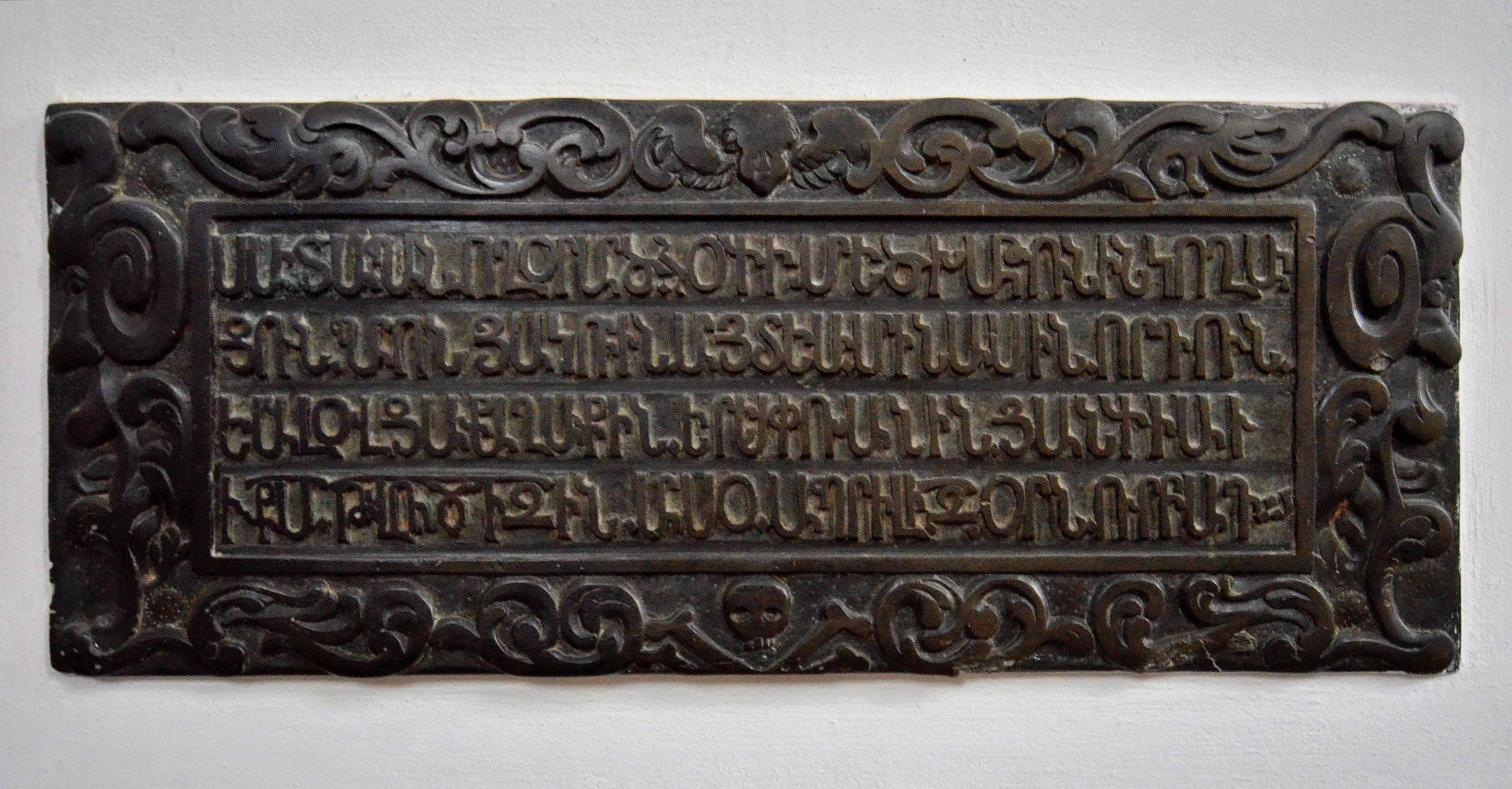
Epitafi en armeni clàssic per a Jakub i Marianna Minasowicz Església de Sant Jacint a Varsòvia

L'Armeni clàssic (armeni: գրաբար, grabar; krapar en armeni occidental, amb el significat de «llengua literària». també armeni antic o armeni litúrgic) és la forma més antiga de la qual es té coneixement de l'armeni. Va començar a ser escrita al principi del segle v, i tota la literatura armènia des d'aquest moment fins al segle xviii utilitza la llengua armènia grabar. Molts manuscrits en grec, persa, hebreu, siri i llatí sobreviuen únicament en la seva traducció a l'armeni clàssic. L'armeni clàssic continua sent la llengua litúrgica de l'Església Apostòlica Armènia i els acadèmics bíblics, intertestamentaris i patrístics dedicats als estudis textuals sovint l'aprenen. L'armeni clàssic també és important per a la reconstrucció del protoindoeuropeu, ja que conserva moltes característiques arcaiques.

## Fonologia

### Vocals
L'armeni clàssic té set vocals de monoftong: 
- /a/ (ա), /i/ (ի), /ə/ o vocal neutra (ը), /ɛ/ o e oberta (ե), /e/ or e tancada (է), /o/ (ո), i /u/ (ու)(transcrites com a, i, ə, e, ē, o, i u respectivavment). La vocal transcrita u s'escriu amb les lletres armènies que corresponen a ow (ու), però en realitat no és un diftong.

També hi ha tradicionalment sis diftongs:
- ay (այ), aw (աւ, later օ), ea (եա), ew (եւ), iw (իւ), oy (ոյ).

### Consonants
A la taula següents hi ha la llista del sistema de consonants de l'armeni clàssic. Les consontants oclusives i africades tenen, addicionalment a la sèrie de sonores i mudes, una sèrie separada d'aspirades (transcrites amb un esperit aspre després de la lletra): p῾, t῾, c῾, č῾, k῾. Per a cada fonema hi ha tres símbols a la taula. El de més a l'esquerra indica la pronunciació en format alfabet fonètic internacional (AFI, o IPA segons la sigla anglesa). Al mig hi ha el símbol corresponent en l'alfabet armeni. I a la part més a la dreta hi ha la transliteració a l'alfabet llatí d'acord amb l'ISO 9985.
|            |          | Labial    | Alveolar   | Post- alveolar / Palatal | Velar / Uvular | Glotal  |
| ---------- | -------- | --------- | ---------- | ------------------------ | -------------- | ------- |
| Nasal      | Nasal    | /m/ մ m   | /n/ ն n    |                          |                |         |
| Plosiva    | sonora   | /b/ բ b   | /d/ դ d    |                          | /ɡ/ գ g        |         |
| Plosiva    | sorda    | /p/ պ p   | /t/ տ t    |                          | /k/ կ k        |         |
| Plosiva    | aspirada | /pʰ/ փ p’ | /tʰ/ թ t’  |                          | /kʰ/ ք k’      |         |
| Affricada  | sonora   |           | /dz/ ձ j   | /dʒ/ ջ ǰ                 |                |         |
| Affricada  | sorda    |           | /ts/ ծ ç   | /tʃ/ ճ č̣                 |                |         |
| Affricada  | aspirada |           | /tsʰ/ ց c’ | /tʃʰ/ չ č                |                |         |
| Fricativa  | sonora   | /v/ վ v   | /z/ զ z    | /ʒ/ ժ ž                  | /ʁ/ ղ ġ        |         |
| Fricativa  | sorda    | /f/ ֆ f   | /s/ ս s    | /ʃ/ շ š                  | /χ/ խ x        | /h/ հ h |
| Aproximant | lateral  |           | /l/ լ l    |                          |                |         |
| Aproximant | central  |           | /ɹ/ ր r    | /j/ յ y                  |                |         |
| Vibrant    | Vibrant  |           | /r/ ռ ṙ    |                          |                |         |

La lletra f (o ֆ) es va introduir al període medieval per representar el so estranger /f/, o la fricativa labiodental sorda, i no era originalment una lletra de l'alfabet armeni.